# Irma Allodiatoris
Irma Allodiatoris (n. 1 februarie 1912, Arad, Austro-Ungaria – d. 7 martie 1988, Budapesta, Republica Populară Ungară) a fost o entomologă, antropologă și bibliografă de etnie maghiară. 

## Carieră
În 1935 a absolvit Universitatea din Budapesta cu licență în istorie naturală și geografie, iar în 1937 și-a luat doctoratul. După aceea, a lucrat la Institutul de Antropologie al universității, iar apoi, pentru o scurtă perioadă de timp, la Institutul de Cercetări Biologice din Tihany. 
În noiembrie 1939, a fost transferată la biblioteca Grădinii Zoologice a Muzeului Național Maghiar și a lucrat aici până în 1945, la cercetările din Tihany, iar apoi la Institutul de Antropologie al Universității din Budapesta. După 1945, a îngrijit și a condus Colecția de Istorie Naturală a Muzeului de Istorie Naturală până la moartea sa. 
În anii 1930, în calitate de antropolog, a studiat înălțimea și creșterea în greutate a liceenilor și studenților universitari. Ulterior, interesul său s-a îndreptat către istoria științei și a devenit o cercetătoare remarcabilă de antropologie și zoologie în Ungaria, precum și o bibliografă recunoscută la nivel internațional. 
A fost redactor tehnic al revistelor Acta Botanica și Flora culturală a Ungariei. A fost președinte al departamentului de Istoria Științei a Societății Geologice Maghiare și membră a conducerii mai multor societăți științifice. 
A publicat un număr mare de articole științifice și educaționale. 